# Daly (cràter)

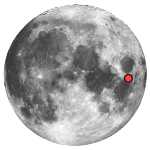
Ubicació de Daly sobre el globus lunar

Daly és un petit cràter d'impacte que es troba en la part oriental de la Lluna, al nord-oest del cràter Apol·loni. Aquesta formació és relativament circular, amb una lleugera protuberància cap a l'interior al llarg de la vora nord. La paret interna és més ampla en la meitat sud que en la nord. El cràter envaeix parcialment el cràter de grandària similar Apol·loni F a l'est-sud-est.

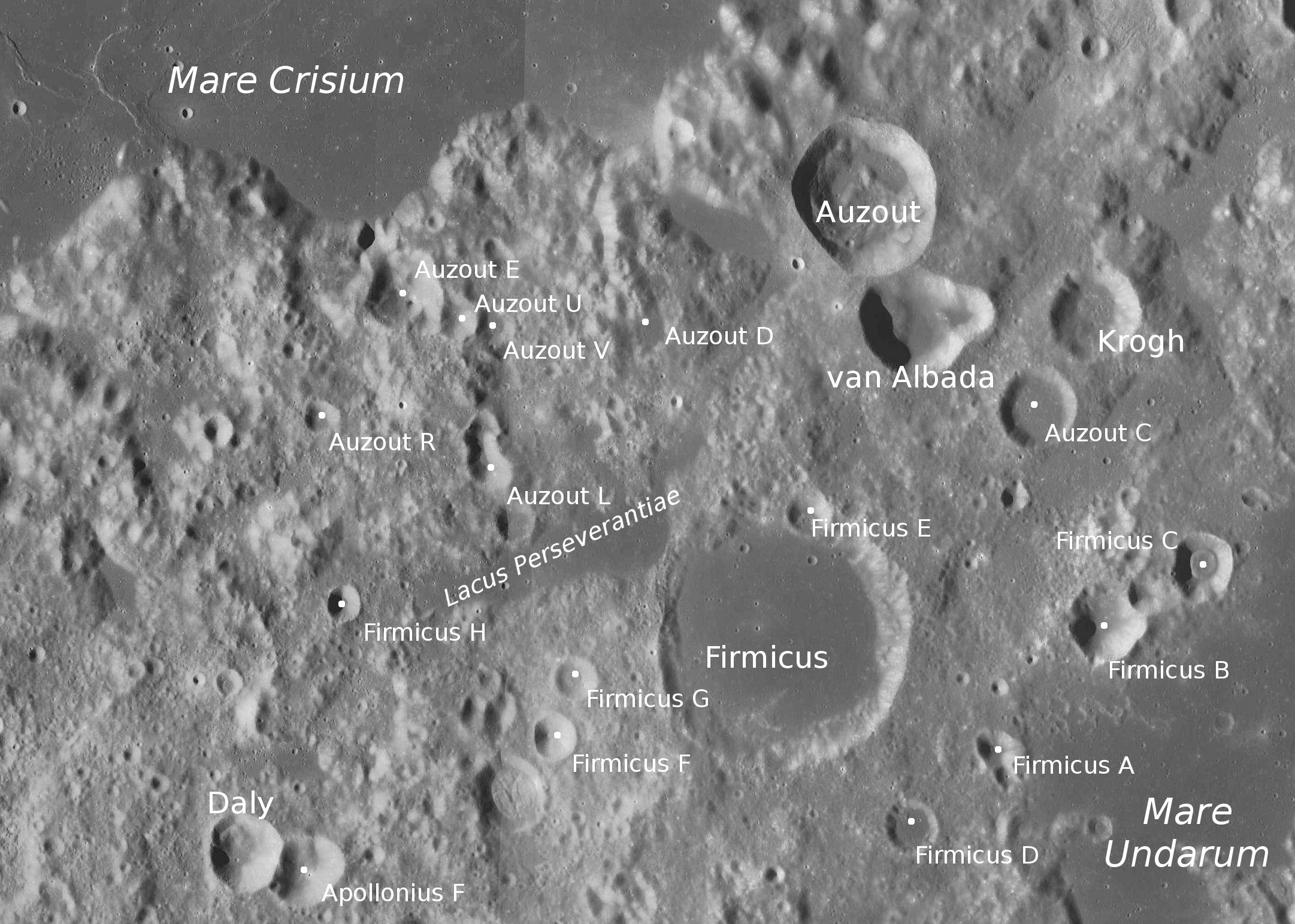
Fotografia de la missió Lunar Reconnaissance Orbiter. (Daly, a baix a l'esquerra).

Aquest cràter va ser designat prèviament Apol·loni P abans de ser canviat el nom per la UAI.